# François Budan de Boislaurent
Ferdinand François Désiré Budan de Boislaurent (28 de setembro de 1761 — 6 de outubro de 1840) foi um matemático amador francês. É mais conhecido pelo seu tratado Nouvelle méthode pour la résolution des équations numériques, primeiro publicado em Paris em 1807, baseado em trabalho de 1803.